# Камиј Фламарион
Николас Камиј Фламарион (фр. Nicolas Camille Flammarion, 26. фебруар 1842 — 3. јун 1925) је био француски астроном и писац. Аутор је више од педесет наслова из области популарне науке, астрономије, парапсихологије и научне фантастике. 

## Биографија
Камиј Фламарион је рођен у месту Монтињи-ле-Руа, у региону Шампања-Ардени, у североситочној Француској. Још у раној младости заинтересовао се за астрономију. Био је оснивач и први председник Француског астрономског друштва које је имало свој независни часопис BSAF (Bulletin de la Société astronomique de France). Није био високо образован. Од 1858 до 1962. радио је у Париској опсерваторији, а од 1883. био је и директор приватне астрономске опсеравторије у Живисију, крај Париза коју је водио до смрти.
Веровао је да су у прошлости интелигентна бића са Марса покушавала да комуницирају са Земљом. Такође је сматрао да је седморепа комета 1907. године путовала у правцу наше планете. Када се 1910. на небу појавила Халејева комета веровао је да ће гасови са њеног репа угасити живот на Земљи.
У младости је био опчињен идејама спиритизма и животом након смрти. Веровао је да душа након физичке смрти путује од планете до планете, постепено постајући боља са сваком новом инкарнацијом.
Од значајнијих дела теба истаћи Astronomie populaire (1880), Lumen (1887), L'atmosphère: météorologie populaire (1888), Urania (1889), La planète Mars et ses conditions d'habitabilité (1892). Важио је за великог популаризатора астрономије. Његове идеје имале су велики утицај на касније ствараоце из области научне фантастике и сродних области као што су Џорџ Грифит, Вилијам Хоуп Хоџсон, Олаф Стејплдон и Артур Конан Дојл.
По њему су име добили по један кратер на Месецу у Марсу, као и један астероид.
Његова друга жена, Габријела Ренодо Фламарион је такође била позанти астроном.

## Фламарионов дрворез
Фламарионов дрворез је дрворез непознатог аутора који се први пут појавио у његовом делу L'atmosphère: météorologie populaire из 1888. Дрворез приказује човека, обученог у дугу хаљину, са штапом у руци како клечи и гледа кроз отвор између звезданог неба и Земље, откривајући предиван предео од облака, пламенова и Сунца. Један од елемената небеске механике на гравури је веома сличан традиционалном графичком приказу „Божјих кочија“ пророка Језекиља. 
Истраживања су показала да дрворез представља комбинацију слика из различитих историјских периода, и да је направљен посебном алатком за дрворез која је била у употреби до 18. века. Поред тога, познато је да је Фламарион још као дванаестогодишњак био шегрт код једног париског гравера, па се верује да је многе илустрације за своје књиге направио сам или уз његову помоћ. Стога је врло вероватно да је аутор ове илустрације сам Фламарион, иако то није дефинитивно доказано.